# Theobald II van Lotharingen
Thiebaut II van Lotharingen of Theobald (1263 - 13 mei 1312) was de oudste zoon van hertog Ferry III van Lotharingen en Margaretha van Champagne.
Hij was hertog van Lotharingen van 1303-1312, in opvolging van zijn vader. Keizer Hendrik VII stuurde hem naar de bisschopsstad Toul, als vicarius of beschermheer, op vraag van de burgers van Toul. De Fransgezinde bisschop Jean d'Arzillières betaalde Theobald II om deze bescherming af te schaffen.
Thiebaut huwde in 1278 met Isabella van Rumigny (1263-1326) en zij hadden volgende kinderen:
- hertog Ferry IV van Lotharingen (1282-1329)
- Mattheus (- rond 1330), heer van Darney, van Boves, van Blainville en van Florennes
- Hugo, heer van Rumigny, van Martigny en van Aubenton
- Maria, in 1324 gehuwd met Guy de Châtillon (-1362), heer van Fère-en-Tardenois
- Margaretha (-1348), rond 1311 gehuwd met Gewijde van Dampierre, graaf van Zeeland (-1311), zoon van Gwijde van Dampierre, graaf van Vlaanderen,
- Isabella (-1353), gehuwd met Erard van Bar (-1337), heer van Pierrepont
- Philippina, kloosterlinge.

## Voorouders
| Voorouders van Theobald II van Lotharingen (1263-1312) | Voorouders van Theobald II van Lotharingen (1263-1312)                  | Voorouders van Theobald II van Lotharingen (1263-1312)                  | Voorouders van Theobald II van Lotharingen (1263-1312)                  | Voorouders van Theobald II van Lotharingen (1263-1312)                  | Voorouders van Theobald II van Lotharingen (1263-1312)                            | Voorouders van Theobald II van Lotharingen (1263-1312)                            | Voorouders van Theobald II van Lotharingen (1263-1312)                            | Voorouders van Theobald II van Lotharingen (1263-1312)                            |
| ------------------------------------------------------ | ----------------------------------------------------------------------- | ----------------------------------------------------------------------- | ----------------------------------------------------------------------- | ----------------------------------------------------------------------- | --------------------------------------------------------------------------------- | --------------------------------------------------------------------------------- | --------------------------------------------------------------------------------- | --------------------------------------------------------------------------------- |
| Overgrootouders                                        | Ferry II van Lotharingen (-1213) ∞ Agnes van Bar (1177-1226)            | Ferry II van Lotharingen (-1213) ∞ Agnes van Bar (1177-1226)            | Walram III van Limburg (1180-1226) ∞ Ermesinde II van Namen (1186-1247) | Walram III van Limburg (1180-1226) ∞ Ermesinde II van Namen (1186-1247) | Theobald III van Champagne (1179–1201) ∞ Blanca van Navarra (-)                   | Theobald III van Champagne (1179–1201) ∞ Blanca van Navarra (-)                   | Archimbald VIII van Bourbon (1197–1242) ∞ Alix van Forez (-)                      | Archimbald VIII van Bourbon (1197–1242) ∞ Alix van Forez (-)                      |
| Grootouders                                            | Mattheus II van Lotharingen (1193-1251) ∞ Catharina van Limburg (-1255) | Mattheus II van Lotharingen (1193-1251) ∞ Catharina van Limburg (-1255) | Mattheus II van Lotharingen (1193-1251) ∞ Catharina van Limburg (-1255) | Mattheus II van Lotharingen (1193-1251) ∞ Catharina van Limburg (-1255) | Theobald I van Navarra (1201-1253) ∞ Margaretha van Bourbon-Dampierre (1211-1256) | Theobald I van Navarra (1201-1253) ∞ Margaretha van Bourbon-Dampierre (1211-1256) | Theobald I van Navarra (1201-1253) ∞ Margaretha van Bourbon-Dampierre (1211-1256) | Theobald I van Navarra (1201-1253) ∞ Margaretha van Bourbon-Dampierre (1211-1256) |
| Ouders                                                 | Ferry III van Lotharingen (1240-1302) ∞ Margaretha van Navarra (-1307)  | Ferry III van Lotharingen (1240-1302) ∞ Margaretha van Navarra (-1307)  | Ferry III van Lotharingen (1240-1302) ∞ Margaretha van Navarra (-1307)  | Ferry III van Lotharingen (1240-1302) ∞ Margaretha van Navarra (-1307)  | Ferry III van Lotharingen (1240-1302) ∞ Margaretha van Navarra (-1307)            | Ferry III van Lotharingen (1240-1302) ∞ Margaretha van Navarra (-1307)            | Ferry III van Lotharingen (1240-1302) ∞ Margaretha van Navarra (-1307)            | Ferry III van Lotharingen (1240-1302) ∞ Margaretha van Navarra (-1307)            |